# Sanri Huabao
Sanri Huabao (xinès tradicional: 三日畫報, pinyin: Sānrì Huàbào, literalment 'Pictòric dels tres dies', en anglés: China Camera News), va ser una publicació xinesa en format de periòdic tabloide.
Es tractava d'una de les trenta publicacions que, entre el 1925 i 1926, van aparèixer volent imitar l'èxit de Shanghai Huabao. Tot i que, pel fet de comptar amb col·laboradors de la publicació original, com Zhang Guangyu, Sanri Huabao va suposar un ferm competidor de Shanghai Huabao, finalment, i com la totalitat d'imitadors, va tindre una curta vida, desapareixent el 1927 arran de la Expedició del Nord del Guomindang.
Amb el tancament, els dibuixants Ye Qianyu, Huang Wennong i Lu Shaofei van traure una publicació dedicada al Manhua anomenada Shanghai Manhua.